# Metacyclops micropus
Metacyclops micropus – gatunek widłonoga z rodziny Cyclopidae. Nazwa naukowa tego gatunku skorupiaków została opublikowana w 1932 roku przez niemieckiego zoologa Friedricha Kiefera.